# Exerodonta bivocata
Exerodonta bivocata är en groddjursart som först beskrevs av William Edward Duellman och Hoyt 1961.  Exerodonta bivocata ingår i släktet Exerodonta och familjen lövgrodor. IUCN kategoriserar arten globalt som otillräckligt studerad. Inga underarter finns listade i Catalogue of Life.